# London United Tramways

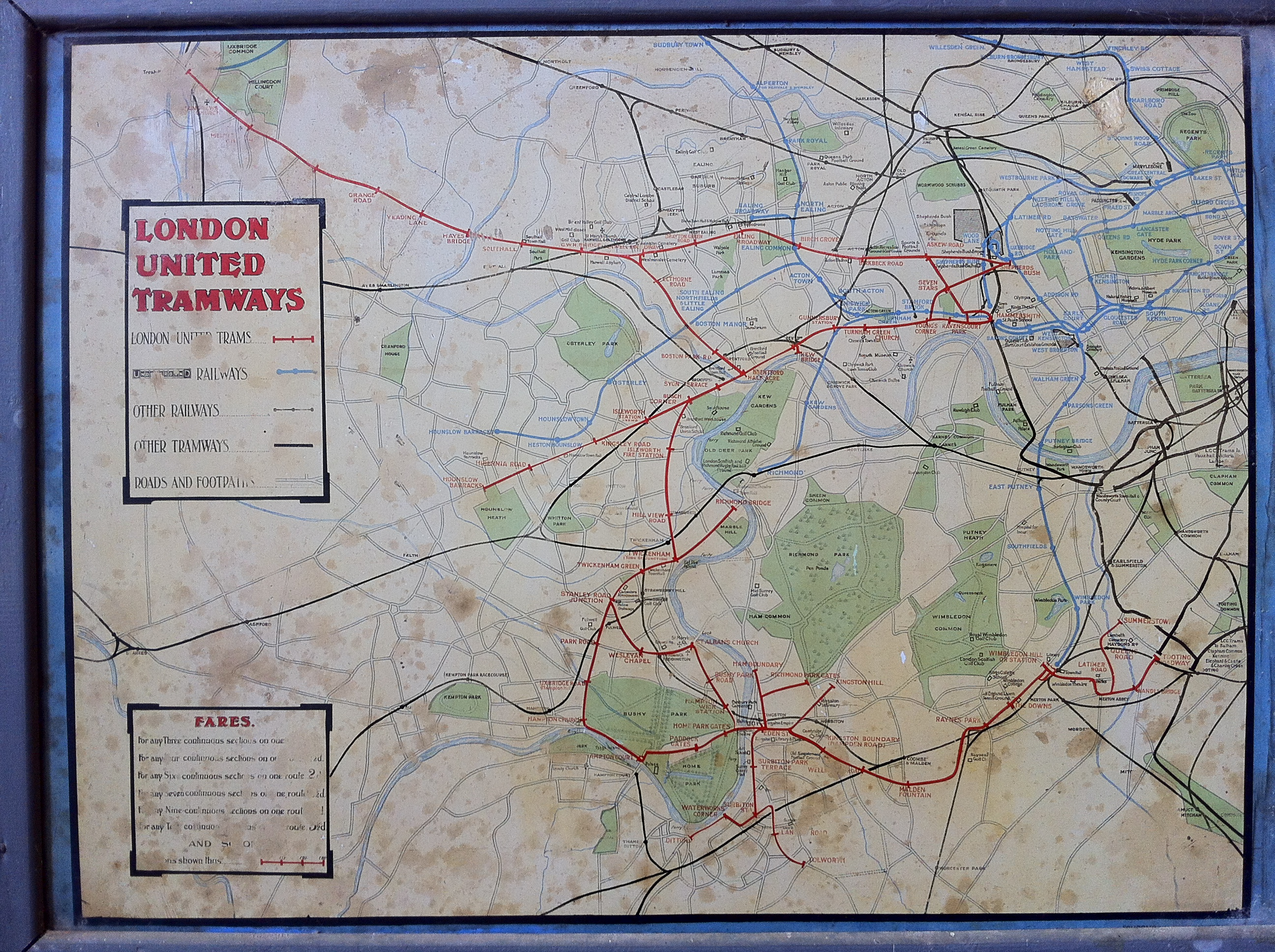
Karte der LUT-Strecken, um 1913

Die London United Tramways Company (LUT) war von 1894 bis 1933 ein Londoner Verkehrsunternehmen. Sie betrieb Straßenbahnen im Rahmen des größeren Netzes der Straßenbahn London und ab 1931 auch Oberleitungsbusse in London. Zur Zeit der größten Netzausdehnung besaß die LUT knapp 54 Meilen (87 Kilometer) normalspurige Straßenbahnstrecken. Bei Übergabe des Netzes an das London Passenger Transport Board (LPTB) am 1. Juli 1933 waren es noch etwas mehr als die Hälfte. Das Oberleitungsbusnetz sollte bis 1940 Teil des damals größten Netzes der Welt werden. 1962 fuhren die letzten Trolleybusse auf dem ehemaligen LUT-Netz, während die letzte LUT-Straßenbahnstrecke bereits im Januar 1951 stillgelegt wurde.

## Geschichte

### Southall, Ealing and Shepherd’s Bush Tram-Railway Co. Ltd.
Am 12. Mai 1870 wurde die Southall, Ealing and Shepherd’s Bush Tram-Railway Company Limited gegründet und ersuchte um eine Konzession zum Bau und Betrieb einer rund elf Kilometer langen Pferdebahn von Shepherd’s Bush über Acton, Ealing und Hanwell nach Southall, High Street/North Road. Am 7. Juli 1873 wurde die Konzession schließlich erteilt und der Bau begann. Ausgeführt wurden die Bauarbeiten von Reid Bros. Der erste Abschnitt von Shepherd’s Bush bis Acton, Askew Crescent ging am 1. Juni 1874 in Betrieb. Der Weiterbau unterblieb zunächst, da die Bahngesellschaft die nötigen finanziellen Mittel nicht aufbringen konnte. Sie musste am 23. Februar 1875 den Betrieb einstellen und Konkurs anmelden, da sie die ausstehenden Rechnungen der Baufirma nicht mehr bezahlen konnte.
Nachdem sich kein Käufer für die Bahn gefunden hatte, wurde am 21. September 1875 der Betrieb zunächst wieder aufgenommen. Die Konzession für den Weiterbau verfiel jedoch. Die Baufirma hatte unterdessen ihr Geld immer noch nicht erhalten und bot an, die Bahn selbst zu übernehmen. Am 24. Juli 1876 erhielt sie die Konzession für den Weiterbau der Strecke bis Acton, Priory Road (heute Acton Lane). Sie baute diesen Streckenabschnitt in eigener Regie und erwarb die bestehende Bahn schließlich Anfang 1878. Ab 18. Februar 1878 fuhren die Pferdebahnwagen bis zur Priory Road.

### West Metropolitan Tramways Co. Ltd.
Am 14. November 1878 wurde die West Metropolitan Tramways Company Limited in das Handelsregister eingetragen. Sie beantragte erfolglos Konzessionen für mehrere Strecken im Westen und Nordwesten Londons. Sie wurde 1879 wieder aufgelöst. Die Gesellschaft wurde am 12. August 1881 erneut unter demselben Namen aufgestellt und übernahm im März 1882 die Bahn von der Southall, Ealing and Shepherd’s Bush Tram-Railway Co. Ltd. Unterdessen hatte sie bereits mit dem Bau einer neuen Strecke von Shepherd’s Bush über die Goldhawk Road bis Young’s Corner (King Street / Goldhawk Road) in Chiswick begonnen, die am 18. März 1882 in Betrieb ging. Sie wurde am 16. Dezember desselben Jahres über die Chiswick High Road und Kew Bridge Road bis zur Kew Bridge verlängert. Ab dem 17. April 1883 verkehrten Pferdebahnwagen von der Kew Bridge entlang der Kew Road bis nach Richmond, wo sich die Endstelle kurz vor der Lower Mortlake Road befand. Die damals sehr schmale Kew Bridge selbst konnte nicht befahren werden, sodass die Strecken zu beiden Seiten der Brücke endeten und die Fahrgäste nur zu Fuß über die Themse gelangten. Die Strecke Kew Bridge – Richmond sollte zeit ihres Bestehens vom übrigen Streckennetz getrennt bleiben.
Unterdessen hatte die Bahngesellschaft in einen Pferdebahnwagen Akkumulatoren eingebaut und am 10. März 1883 fuhr dieser Wagen auf der Linie von Shepherd’s Bush zur Kew Bridge. Nach nur einem Tag endete dieser Akkumulatorbetrieb, da die Leistung nicht ausreichte. An einer Steigung mussten zusätzlich Pferde vorgespannt werden. Experimente mit verschiedenen elektrischen Unterleitungskonstruktionen fanden 1890 im Betriebshof Chiswick statt, waren jedoch ebenfalls nicht erfolgreich, da Hammersmith und Acton dem System ablehnend gegenüberstanden.
Am 14. Juli 1883 ging die Strecke von Young’s Corner nach Hammersmith in Betrieb. Sie verlief durch die King Street und in Hammersmith in einer großen Schleife durch die Studland Street, Glenthorne Road, Beadon Road und die östliche King Street. Das Netz hatte eine Länge von 14 Kilometern erreicht und war zunächst bis auf die Strecke in der Goldhawk Road eingleisig mit Ausweichen. Die Strecke von Hammersmith zur Kew Bridge wurde 1893 zweigleisig ausgebaut. Die isolierte Strecke nach Richmond blieb eingleisig. Im selben Jahr musste die Gesellschaft Konkurs anmelden und stand infolgedessen ab 13. Juni 1894 zum Verkauf.

### Übernahme durch die LUT und Ausbau des Streckennetzes

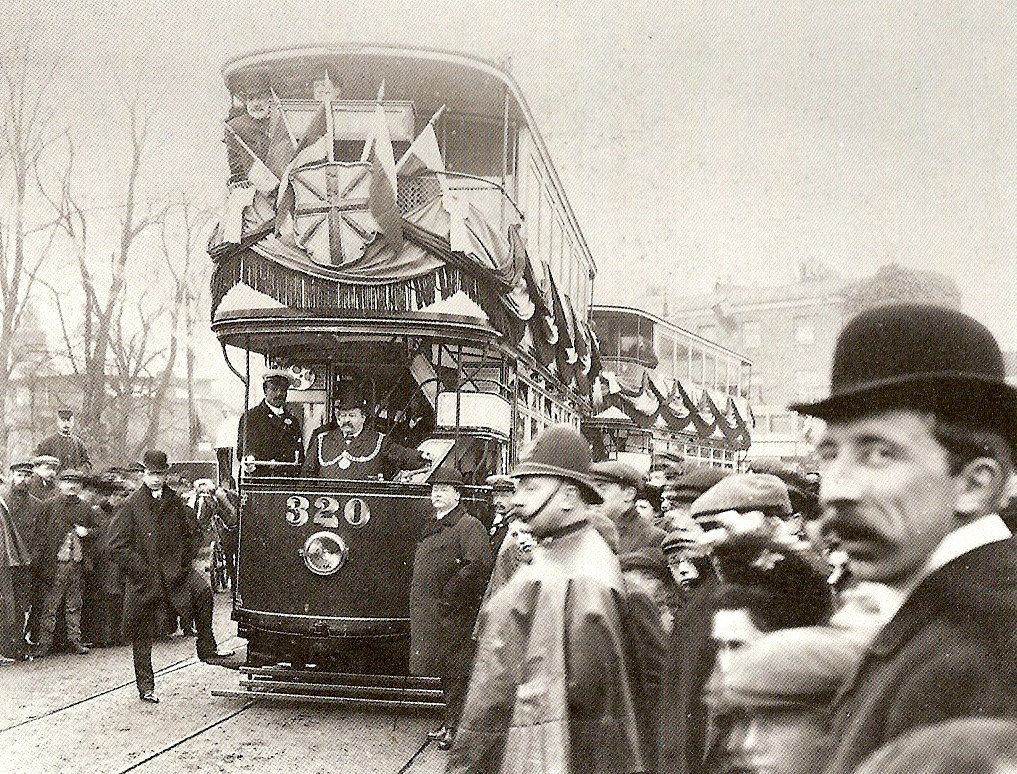
Triebwagen 320 (T-Serie) bei der Eröffnung der Strecke nach Kingston upon Thames am 1. März 1906, auf dem Oberdeck steht LUT-Direktor Robinson

Am 19. Juli 1894 wurde die London United Tramways Company in das Handelsregister eingetragen. Direktor der Bahn wurde James Clifton Robinson. Die LUT übernahm den Betrieb von der West Metropolitan und begann mit dem zweigleisigen Ausbau der Strecke nach Acton, der am 31. August 1895 abgeschlossen war. Gleichzeitig wurde die Strecke in Acton bis zur Gunnersbury Lane im Ortsteil Acton Hill verlängert.
Im Mai 1898 beantragte die LUT Konzessionen für neue Strecken und die Elektrifizierung des bestehenden Netzes. Geplant waren demnach folgende Neubaustrecken:
- Kew Bridge – Brentford – Isleworth – Hounslow, Bell Road
- Acton Hill – Ealing – Hanwell – Southall – Hayes – Hillingdon – Uxbridge
- Brentford, Half Acre – Boston Road – Hanwell, Brent Bridge
- Kew Road – Kew Gardens Road – Sandycombe Road – Manor Road – Queens Road – Star and Garter Hill – Petersham – Ham – Kingston upon Thames

Bis auf die Strecke nach Kingston und den Abschnitt von Acton Hill nach Hanwell wurden alle Anträge am 12. August 1898 genehmigt. Im März 1899 begannen die Bauarbeiten in Brentford. Noch 1898 beantragte die LUT den Bau weiterer Strecken. Im Einzelnen waren dies:
- Hounslow – Hounslow Heath
- Isleworth, Busch Corner (London Road / Twickenham Road) – Twickenham – Fulwell – Hampton – Hampton Court Palace
- Fulwell – Teddington – Hampton Wick – Hampton Court Palace
- Twickenham – Richmond Bridge

Die Konzession für diese Strecken sowie für den Abschnitt von Acton Hill nach Hanwell wurden am 6. August 1900 erteilt. Kingston upon Thames beabsichtigte nun, ein eigenes Straßenbahnnetz zu errichten. Gleichzeitig beantragte auch die LUT den Bau von Strecken in der Stadt, und zwar von Hampton Wick nach Kingston Hill, von Ham nach Surbiton und Tolworth mit Zweigstrecken zum Richmond Park und nach Long Ditton, Winters Bridge, sowie eine Strecke von Kingston über Malden, Raynes Park, Wimbledon, Merton und Colliers Wood nach Tooting, Longley Road mit einem Abzweig von Merton nach Summerstown, Wimbledon Road. Schließlich sorgte ein Volksentscheid dafür, dass die LUT den Zuschlag erhielt. Die Strecken von Malden nach Tooting und Summerstown wurden erst 1902 genehmigt.
Das bestehende Pferdebahnnetz wurde bis auf die Strecke Kew Bridge – Richmond elektrifiziert. Hammersmith sprach sich gegen eine Oberleitung aus, sodass von Hammersmith Broadway bis Young’s Corner ein Unterleitungssystem installiert wurde, das später auch durch die London County Council Tramways (LCC) auf einem Großteil ihres Streckennetzes zum Einsatz kam. Die übrigen elektrischen Strecken wurden mit Oberleitungen versehen. Der Baufortschritt erlaubte es, die Linie nach Hounslow am 11. August 1900 zunächst als Pferdebahn zu eröffnen. Am 10. Juli 1901 fand die Eröffnungsfeier des elektrischen Betriebs statt, obwohl zu diesem Zeitpunkt bereits über drei Monate elektrische Straßenbahnwagen auf dem Streckennetz fuhren. Die LUT besaß damit die erste für den dauerhaften Betrieb vorgesehene elektrische Straßenbahn in London.
Die LUT plante den Bau zahlreicher weiterer Strecken im Umfeld ihres Netzes, unter anderem nach Camden Town, Marble Arch und Hyde Park Corner in London, nach Sutton, Croydon, Epsom, Esher, Sunbury, Staines, Maidenhead, Langley, Willesden, Cranford und Querverbindungen zwischen bereits genehmigten Linien. Fast alle beantragten Strecken wurden jedoch abgelehnt. Genehmigt wurde 1902 lediglich eine Verbindung von Hammersmith über Paddenswick Road und Askew Road nach Askew Arms (Uxbridge Road / Askew Road) sowie eine Verbindung von Hammersmith nach Richmond, die jedoch nicht gebaut wurde.
Der Bau der Strecken in Kingston upon Thames begann erst im April 1905, die Eröffnung fand abschnittsweise 1906 statt. Durch die Inbetriebnahme der Strecke nach Kingston hatte die LUT die erste Straßenbahnstrecke gebaut, die über die Themse führte. Der LCC konnte seine erste Themseüberquerung erst fünf Monate später eröffnen. Schließlich baute die LUT noch die 1902 genehmigten Strecken nach Wimbledon, Tooting und Summerstown, die 1907 als letzte Streckenneubauten in Betrieb gingen.
Der elektrische Betrieb wurde auf dem Streckennetz wie folgt eröffnet:
| Datum              | Strecke |
| ------------------ | --- |
| 4. April 1901      | Shepherd’s Bush – Uxbridge Road – The Vale – Acton High Street – Uxbridge Road – Acton Hill |
| 4. April 1901      | Hammersmith Broadway ← Beadon Road ← Glenthorne Road ← Studland Street ← King Street – Young’s Corner – Chiswick High Road – Kew Bridge Road – Kew Bridge (Nordseite)                                                               |
| 4. April 1901      | Shepherd’s Bush – Goldhawk Road – Young’s Corner |
| 6. Juli 1901       | Kew Bridge (Nordseite) – Kew Bridge Road – Brentford High Street – London Road – Isleworth, Busch Corner – London Road – Hounslow High Street – Hounslow, Bell Road                                                                 |
| 10. Juli 1901      | Acton Hill, Gunnersbury Lane – Uxbridge Road – The Mall – Ealing Broadway – New Broadway – Uxbridge Road – West Ealing Broadway – Uxbridge Road – Hanwell – Uxbridge Road – Southall High Street – Southall, South Road             |
| 13. August 1902    | Hounslow, Bell Road – Hounslow High Street – Staines Road – Hounslow Heath, Barrack Road |
| 13. August 1902    | Isleworth, Busch Corner – Twickenham Road – Twickenham, Cole’s Bridge (Cole Park Road) |
| 13. September 1902 | Twickenham, Cole’s Bridge – London Road – King Street – Twickenham, King Street / Cross Deep |
| 13. September 1902 | Twickenham, London Road/Richmond Road – Richmond Road – Richmond Bridge (Westseite) |
| 7. November 1902   | Twickenham, Cross Deep – Heath Road – The Green – Hampton Road – Wellington Road – Fulwell, Depot (südlich der South Road) (Linienverkehr bis 4. April 1903 nur bis Hampton Road / Stanley Road)                                    |
| 2. April 1903      | Fulwell, Hampton Road / Stanley Road – Stanley Road – Broad Street – Teddington High Street – Kingston Road – Upper Teddington Road – Hampton Wick High Street – Hampton Court Road – Hampton Court Palace                          |
| 4. April 1903      | Fulwell, Depot – Wellington Road – High Street – Church Street – Hampton Court Road – Hampton Court Palace |
| 1. Juni 1904       | Studland Street / Glenthorne Road – Glenthorne Road – Dalling Road – Paddenswick Road – Goldhawk Road / Paddenswick Road |
| 1. Juni 1904       | Goldhawk Road / Askew Road – Askew Road – Askew Arms |
| 1. Juni 1904       | Southall, South Road – Southall Broadway – Uxbridge Road – Hillingdon Hill – Hillingdon Road – Uxbridge High Street – Uxbridge Station                                                                                              |
| 1. März 1906       | Hampton Wick High Street – Bridge Street (heute Old Bridge Street) – Kingston Bridge (nördlich der heutigen Brücke) – Clarence Street – London Road (heute teilweise Old London Road) – Kingston Hill – Kingston Hill / George Road |
| 1. März 1906       | Clarence Street / Eden Street – Eden Street – St. James’s Road – Penrhyn Road – Surbiton Road – Maple Road – Claremont Road – St. Mark’s Hill – Ewell Road – Tolworth Broadway – Tolworth, Red Lion                                 |
| 1. März 1906       | Surbiton, Claremont Road / St. Mark’s Hill – Victoria Road – Brighton Road – Portsmouth Road – Long Ditton, Winters Bridge (Thorkhill Road)                                                                                         |
| 26. Mai 1906       | Brentford, High Street / Half Acre – Half Acre – Boston Manor Road – Boston Gardens – Boston Road – Hanwell, Uxbridge Road / Boston Road                                                                                            |
| 26. Mai 1906       | Hanwell, Boston Road / Lower Boston Road – Lower Boston Road / Uxbridge Road |
| 26. Mai 1906       | Clarence Street / London Road – Clarence Street – Richmond Road – Ham, Ortsgrenze |
| 26. Mai 1906       | Richmond Road / King’s Road – King’s Road – Queen’s Road – Richmond Park Gates |
| 26. Mai 1906       | London Road / Cambridge Road – Cambridge Road – Kingston Road – Malden, Malden Road |
| 27. April 1907     | Malden, Malden Road – Burlington Road – West Barnes Lane – Coombe Lane – Raynes Park Bridge |
| 2. Mai 1907        | Raynes Park Bridge – Pepys Road – Worple Road – Francis Grove ← St. George’s Road ← Wimbledon, Wimbledon Hill Road |
| 27. Juni 1907      | Wimbledon Hill Road – Wimbledon Broadway – Merton Road – Merton High Street – High Street Colliers Wood – Tooting, Longley Road |
| 27. Juni 1907      | Merton High Street / Haydons Road – Haydons Road – Plough Lane – Wimbledon Road – Summerstown |

### Weitere Entwicklung
Bereits 1910 bemühte sich Chiswick um den Bau einer Oberleitungsbusstrecke (Trolleybus). Sie sollte als Ringlinie von der Chiswick High Road über Chiswick Lane, Mawson Lane (heute Dorchester Grove), Devonshire Road, Burlington Lane, Sutton Court Road, Fauconberg Road und Sutton Lane wieder zur Chiswick High Road führen. Die Strecke sollte mit Eröffnung an die LUT verpachtet werden. Obwohl eine Konzession für die Strecke erteilt wurde, kam sie nie zur Ausführung. Weitere Trolleybus-Projekte umfassten 1911 eine Strecke von Southall über Lampton nach Twickenham sowie eine Strecke von Ealing nach Eaton.

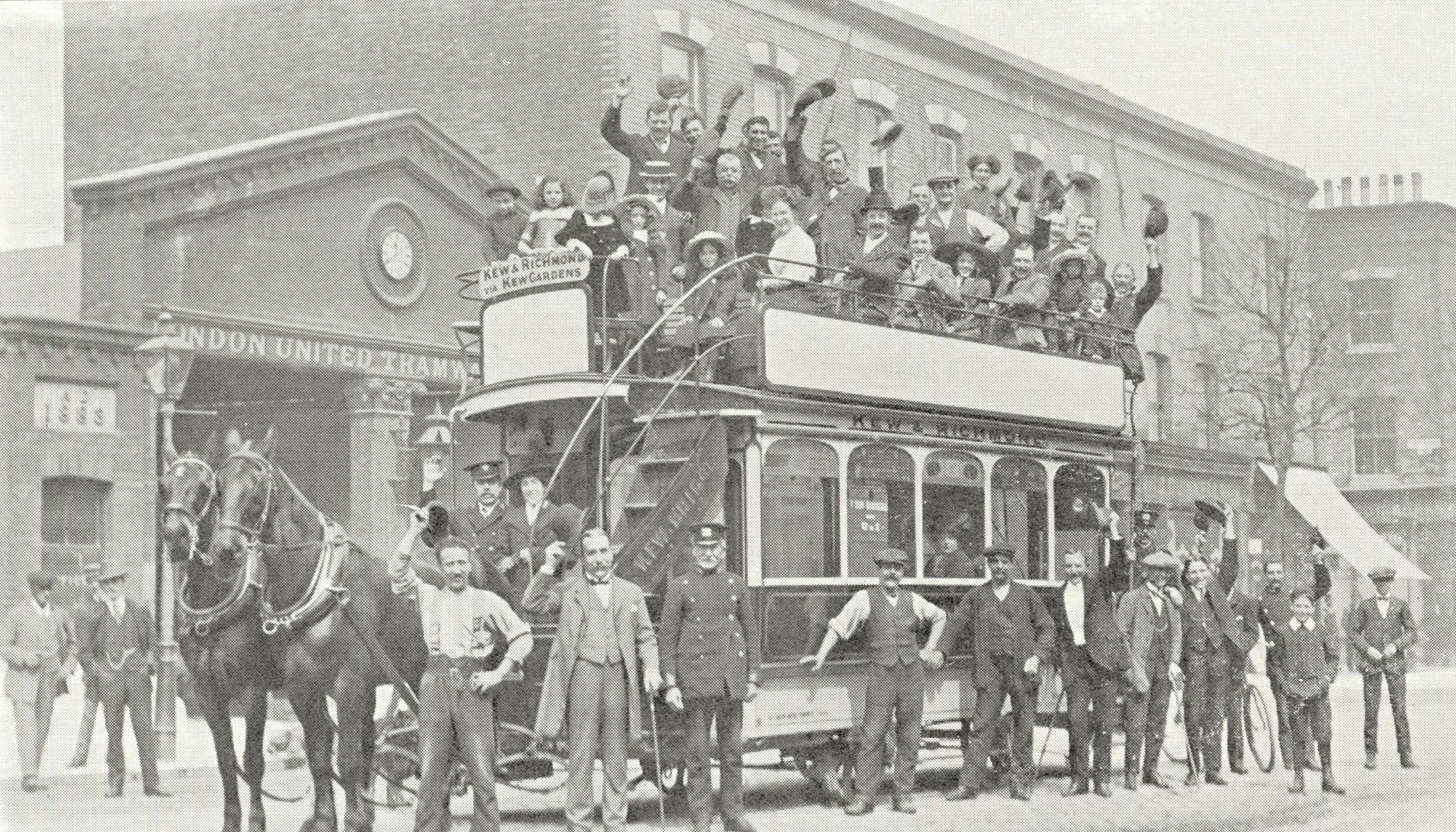
Pferdebahnwagen vor dem Depot in Richmond, wahrscheinlich am letzten Betriebstag (20. April 1912)

Unterdessen beschloss die LUT, das Projekt, Richmond ebenfalls mit elektrischen Straßenbahnen anzubinden, aufzugeben. Am 20. April 1912 verkehrte die Pferdebahn von der Kew Bridge nach Richmond letztmals, offiziell stillgelegt wurde sie am 1. Juni des Jahres. Am 20. November 1912 wurde die London and Suburban Traction Company in Besitz der British Electric Traction Company gegründet. Sie vereinigte ab dem 1. Januar 1913 die Metropolitan Electric Tramways, die LUT und ab Juni 1913 auch die South Metropolitan Electric Tramway and Lighting Co. Alle Gesellschaften hatten fortan ein gemeinsames Management, blieben jedoch formal und betrieblich eigenständig. Es wurden nun Liniennummern eingeführt, nachdem im Vorjahr auch die Straßenbahn London Liniennummern eingeführt hatte. Im Mai 1915 erwarb die Underground Electric Railways Company of London die Aktienmehrheit der London&Suburban, konnte aber erst im November 1928 den Anteil der British Electric Traction erwerben.
Eine Gleisverbindung zu den Metropolitan Electric Tramways (MET) am Marktplatz in Acton wurde im Juli 1915 eingebaut, Linienbetrieb fand jedoch nicht statt. Im selben Jahr wurde das Gleis aus der Lower Boston Road in Hanwell ausgebaut, Linienverkehr hatte es hier bereits seit etwa 1910 nicht mehr gegeben.
Am 2. Mai 1922 wurde eine Gleisverbindung zum LCC-Betrieb an der Endstelle Tooting, Longley Road in Betrieb genommen. Die LUT nahm ihre bisherige Linie nach Tooting bis Wimbledon zurück, während der LCC die Linien 2 und 4 bis Wimbledon verlängerte. Die Strecke verblieb in Besitz der LUT. In Hammersmith und Shepherd’s Bush jedoch erwarb der LCC die im London County liegenden Streckenabschnitte sowie den Betriebshof in Chiswick und verpachtete die Strecken zurück an die LUT. Die LCC-Linie 26 wurde über Hammersmith hinaus bis zur Kew Bridge verlängert.
Aufgrund des schlechten Gleiszustandes und des geringen Beförderungsaufkommens wurde am 5. Juli 1922 der Abschnitt von Hounslow, Bell Road nach Hounslow Heath stillgelegt. Auf der Strecke Merton – Summerstown fanden 1922 und 1923 Versuche mit Oberleitungsbussen statt, wofür eine Doppelfahrleitung eingebaut worden war. Die LUT fand Gefallen an dem System und beschloss die Umstellung ihres Streckennetzes auf Oberleitungsbusbetrieb. Den Anfang sollte die Strecke zur Richmond Bridge machen, deren Gleiszustand schlecht war. Die Strecke wurde am 1. Oktober 1924 stillgelegt, ohne dass jedoch Oberleitungsbusse auf ihr fuhren. Auch als das Streckennetz ab 1931 tatsächlich umgebaut wurde, kam diese Strecke nicht wieder unter Draht.
Am 28. November 1928 wurde ein weiterer Gemeinschaftsverkehr zwischen LCC und LUT eingeführt. Mit Fahrzeugen beider Gesellschaften wurde die Linie 89 von Acton über Hammersmith nach Putney geführt. Der endgültige Beschluss zur Umstellung des südlichen Netzteils auf Oberleitungsbusse wurde am 16. Mai 1930 getroffen. Die vom LCC befahrene Strecke von Wimbledon nach Tooting sollte dabei nicht umgestellt werden. Auch die Strecken nördlich von Twickenham waren vorerst nicht betroffen. Obwohl die Strecke Merton – Summerstown bereits als Versuchsstrecke gedient hatte, sollte sie ebenfalls nicht umgestellt werden. Die Betriebsführung der Strecke wurde am 16. April 1931 an den LCC übergeben, nachdem in Summerstown eine Gleisverbindung eingebaut worden war. Fortan führte die bisher in Summerstown endende LCC-Linie 14 von London kommend bis Merton, teilweise bis Wimbledon und die LUT-Linie 81 wurde eingestellt. Die Stilllegungen des Straßenbahnnetzes bis 1933 wurden wie folgt durchgeführt:
| Datum                | Strecke |
| -------------------- | --- |
| 1. Juni 1912         | Kew Bridge (Südseite) – Richmond (Pferdebahn, ab 21. April 1912 ohne Verkehr)                                              |
| 1915                 | Hanwell, Boston Road / Lower Boston Road – Lower Boston Road / Uxbridge Road (ab etwa 1910 ohne Linienverkehr)             |
| 5. Juli 1922         | Hounslow, Bell Road – Hounslow Heath, Barrack Road                                                                         |
| 1. Oktober 1924      | Twickenham, London Road / Richmond Road – Richmond Bridge                                                                  |
| 16. Mai 1931         | Fulwell, Hampton Road / Stanley Road – Teddington, Kino                                                                    |
| 15. Juni 1931        | Teddington, Kino – Hampton Wick, Kingston Bridge                                                                           |
| 15. Juni 1931        | Kingston, Clarence Street / London Road – Richmond Park Gates                                                              |
| 15. Juni 1931        | Richmond Road/King’s Road – Ham, Ortsgrenze (ab etwa 1920 ohne regelmäßigen Linienverkehr)                                 |
| 15. Juni 1931        | Norbiton, London Road / Cambridge Road – Kingston Hill                                                                     |
| 15. Juli 1931        | Kingston, Clarence Street / Eden Street – Surbiton – Tolworth, Red Lion                                                    |
| 29. Juli 1931        | Surbiton Station – Long Ditton, Winters Bridge                                                                             |
| Mitte September 1931 | Hampton Court Palace – Hampton Wick – Kingston upon Thames – Malden – Raynes Park – Wimbledon, Worple Road / Francis Grove |
| 15. Dezember 1932    | Wimbledon, Schleife Francis Grove – Wimbledon, Rathaus                                                                     |

Die 1931 und 1932 erfolgten Stilllegungen fanden zumeist zeitgleich mit der Eröffnung des Oberleitungsbusbetriebs auf denselben Strecken statt. Die Strecken nach Kingston Hill und zum Richmond Park wurden durch die Park Road zu einer Ringstrecke verbunden, die in beide Richtungen befahren wurde. Die am 16. Mai 1931 eröffnete Obusstrecke begann bereits am Bahnhof Twickenham. Von dort aus bis zur Stanley Road fuhren Trolleybus und Straßenbahn parallel. Als am 2. September 1931 der Trolleybus-Betrieb auf der Linie 4 aufgenommen wurde, reichten die Fahrzeuge noch nicht aus, um den Berufsverkehr vollständig abzuwickeln, sodass noch für zwei oder drei Wochen zusätzlich Straßenbahnwagen der Linie 71 fuhren.
In Wimbledon wendeten seit 1922 die LCC-Straßenbahnwagen durch die vorhandene Gleisschleife über die Worple Road, Francis Grove und St. George’s Road. Auch die Trolleybusse wendeten dort, befuhren die Schleife jedoch in der entgegengesetzten Richtung. Am 15. Dezember 1932 wurde die O-Bus-Strecke in Wimbledon bis zum Rathaus verlängert, wo eine neue Wendeanlage gebaut worden war. Die Straßenbahnstrecke wurde bis dorthin verkürzt und endete nun stumpf an einem Kreuzgleiswechsel.
Im Einzelnen wurden die Trolleybusstrecken wie folgt eröffnet:
| Datum             | Strecke |
| ----------------- | --- |
| 16. Mai 1931      | Twickenham Station – London Road – King Street – Heath Road – The Green – Hampton Road – Stanley Road – Broad Street – Teddington High Street – Teddington, Kino                                                                                     |
| 15. Juni 1931     | Teddington, Kino – Teddington High Street – Kingston Road – Upper Teddington Road – Hampton Wick High Street – Hampton Wick, Kingston Bridge – Clarence Road – Richmond Road – King’s Road – Park Road – London Road – Clarence Street / London Road |
| 15. Juli 1931     | Kingston, Clarence Street / Eden Street – Eden Street – St. James’s Road – Penrhyn Road – Surbiton Road – Maple Road – Claremont Road – St. Mark’s Hill – Ewell Road – Tolworth Broadway – Tolworth, Red Lion                                        |
| 29. Juli 1931     | Surbiton Station – Victoria Road – Brighton Road – Portsmouth Road – The Dittons, Winters Bridge (Thorkhill Road) |
| 2. September 1931 | Hampton Court Palace – Hampton Court Road – Hampton Wick, Kingston Bridge |
| 2. September 1931 | Norbiton, London Road / Cambridge Road – Cambridge Road – Kingston Road – Burlington Road – West Barnes Lane – Coombe Lane – Pepys Road – Worple Road – Francis Grove → St. George’s Road → Wimbledon, Wimbledon Hill Road                           |
| 15. Dezember 1932 | Wimbledon Hill Road – Wimbledon Broadway – Wimbledon, Rathaus |

Am 1. Juli 1933 wurden die verschiedenen Verkehrsbetriebe Londons vom London Passenger Transport Board (LPTB) übernommen und der gesamte Nahverkehr unter der Bezeichnung „London Transport“ vereinheitlicht. Bis Dezember 1936 wurde fast das gesamte Straßenbahnnetz der LUT auf Oberleitungsbusbetrieb umgestellt. Die Strecke Merton – Summerstown wurde in dieser Zeit stillgelegt. Bis Januar 1951 fuhren nur zwischen Wimbledon und Tooting noch Straßenbahnwagen, ehe auch diese Strecke umgestellt wurde.

## Liniennetz
Vor 1913 waren die Linien nicht bezeichnet, jedoch verkehrten Wagen unterschiedlicher Farben auf den Linien. Ende 1895 verkehrten vier Linien:
| Farbe der Wagen | Strecke                                                       |
| --------------- | ------------------------------------------------------------- |
| Dunkelbraun     | Shepherd’s Bush – Askew Arms – Acton – Acton Hill             |
| Gelb            | Shepherd’s Bush – Goldhawk Road – Chiswick, Young’s Corner    |
| Hellbraun       | Hammersmith Broadway – Young’s Corner – Chiswick – Kew Bridge |
| Gelb            | Kew Bridge – Richmond                                         |

Mit Eröffnung der Strecke nach Hounslow fuhren Straßenbahnwagen sowohl von Shepherd’s Bush als auch von Hammersmith Broadway dorthin. Ende 1901 gab es nun sieben Linien, da zu den drei Hauptlinien Shepherd’s Bush – Southall, Shepherd’s Bush – Hounslow und Hammersmith – Hounslow jeweils noch Kurzlinien kamen, die in Hanwell bzw. Kew Bridge endeten. Die siebte Linie war die Pferdebahn in Richmond. 1902 wurden die beiden Linien nach Hounslow bis Hounslow Heath verlängert und zwei neue Linien, wiederum in Shepherd’s Bush bzw. Hammersmith beginnend, nach Twickenham eingerichtet. In Twickenham führte eine Pendellinie von der Richmond Bridge zur Endstelle. Die Linien von Shepherd’s Bush und von der Richmond Bridge wurden dann nach Fulwell verlängert, während man von Hammersmith weiterhin nur bis Twickenham, Cross Deep fahren konnte. Die 1903 eröffnete Strecke über Teddington nach Hampton Court wurde von der Linie von der Richmond Bridge bedient, während die beiden Linien von Shepherd’s Bush und Hammersmith über Hampton nach Hampton Court geführt wurden. Kurzzeitig fuhren 1904 die Triebwagen von Shepherd’s Bush über Teddington und Hampton Wick, während die Wagen von Richmond Bridge über Hampton fuhren, dies wurde jedoch noch im selben Jahr wieder rückgängig gemacht. Mit der Eröffnung der Strecken nach Uxbridge und auf der Askew Road wurden zwei neue Linien eingerichtet. Nur sonntags verkehrte nun eine Linie von Shepherd’s Bush nach Uxbridge, während täglich von Hammersmith über die Askew Road nach Uxbridge gefahren wurde.
Ende 1906 führten nun außerdem Linien von Brentford nach Hanwell, von Hammersmith über Brentford und Hanwell nach Uxbridge, von Hampton Court über Kingston nach Malden, von Tolworth fuhren die Wagen abwechselnd nach Ham und Richmond Park Gates sowie von Kingston Hill nach Surbiton bzw. im Berufsverkehr bis Long Ditton. Außerdem wurde die Linie von der Richmond Bridge statt nach Hampton Court über Kingston nach Long Ditton geführt. 1907 wurde der Straßenbahnverkehr durch Wimbledon eröffnet und die Linien von Hampton Court und Richmond Bridge bis nach Tooting verlängert. Die Linie von Kingston Hill nach Surbiton wurde nun ganztags bis Long Ditton geführt. Eine neue Linie führte von Wimbledon Hill bis Summerstown, wurde jedoch schon bald auf den Abschnitt Merton – Summerstown verkürzt. Somit betrieb die LUT nun 20 Straßenbahnlinien.
1908 oder 1909 wurden die Linien in Kingston neu geordnet. Der Abschnitt von King’s Road nach Ham wurde von einem Pendelwagen bedient, die Wagen von Tolworth fuhren nun alle zum Richmond Park. Die Linie Richmond Bridge – Tooting endete fortan in Kingston an der Eden Street. Dafür wurde der Takt auf der Linie Hampton Court – Tooting verdichtet. Im Berufsverkehr und am Wochenende fuhr für einige Zeit die Linie von Summerstown über Merton hinaus bis Raynes Park. Auch auf der Strecke nach Uxbridge kam es um 1910 zu Veränderungen. Die Wagen von Shepherd’s Bush fuhren nun täglich bis Uxbridge, während von Hammersmith nur noch sonntags dorthin und nach Southall gefahren wurde. An den übrigen Tagen kehrten die Wagen von Hammersmith kommend in Hanwell. Die Linie von Hammersmith über Brentford nach Southall wurde eingestellt.
Als 1913 Liniennummern eingeführt wurden, war die Pferdebahn nach Richmond bereits stillgelegt, sodass für sie keine Liniennummer vergeben wurde. Das Nummernsystem wurde von der London&Suburban für ihr gesamtes Einzugsgebiet festgelegt, wobei die MET den Bereich der geraden Nummern, die LUT den Bereich der ungeraden Nummern zugeteilt bekam, letztere jedoch ohne die Nummern der LCC-Linien, die das Netz der MET mitbenutzten. Dies waren einige Linien im Bereich von 11 bis 53, der deswegen ausgespart wurde, sowie die Linien 59 und 79. Die Liniennummern 1, 3 und 5 wurden ebenfalls nicht vergeben, die Gründe dafür sind nicht bekannt. Konsequenterweise wurde dann auch die LUT-Linie 9 im September 1914 in 89 umbenannt, als die LCC ihre Linie 9 in das MET-Netz verlängerte. Zum Zeitpunkt der Einführung der Liniennummern wurden 1913 folgende 19 Linien befahren:
| Linie | Strecke | Entwicklung bis 1933 |
| ----- | --- | --- |
| 7     | Shepherd’s Bush – Acton – Ealing – Hanwell – Southall – Hayes – Uxbridge                                                                                  | keine Veränderungen |
| 9     | Hammersmith Broadway – Askew Road – Acton – Ealing – Hanwell – Southall – Hayes – Uxbridge (nur sonntags)                                                 | ab September 1914 als Linie 89, etwa 1916 eingestellt |
| 9A    | Hammersmith Broadway – Askew Road – Acton – Ealing – Hanwell – Southall, South Road (nur sonntags)                                                        | ab September 1914 als Linie 89A, etwa 1916 eingestellt |
| 9B    | Hammersmith Broadway – Askew Road – Acton – Ealing – Hanwell, Boston Road / Uxbridge Road                                                                 | ab September 1914 als Linie 89B, etwa 1916 in Linie 89 umbenannt und montags–samstags, ab 1921 auch sonntags, bis Acton, Birch Grove zurückgezogen, ab 28. November 1928 montags–samstags nach Putney, Fawe Park Road verlängert (gemeinsam mit LCC) und samstags wieder bis Hanwell, ab 1929 zeitweise samstags bis Southall |
| 55    | Brentford, Half Acre – Hanwell, Boston Road / Uxbridge Road                                                                                               | 1921–1922 ganztags und ab 1930 im Berufsverkehr bis Ealing, ab etwa 1932 im Berufsverkehr bis Acton |
| 57    | Shepherd’s Bush – Goldhawk Road – Chiswick – Kew Bridge – Brentford – Busch Corner – Hounslow – Hounslow Heath, Barrack Road                              | ab 1921 nur noch samstags/sonntags, ab 1922 wieder täglich, am 6. Juli 1922 bis Hounslow, Bell Road verkürzt |
| 61    | Hammersmith Broadway – Chiswick – Kew Bridge – Brentford – Busch Corner – Hounslow – Hounslow Heath, Barrack Road                                         | 1922 eingestellt |
| 63    | Shepherd’s Bush – Goldhawk Road – Chiswick – Kew Bridge                                                                                                   | 1922 wochentags bis Brentford, Ealing Road verlängert, ab 1926 nur im Berufsverkehr bis Brentford, ab 1930 im Berufsverkehr bis Isleworth, Feuerwache |
| 65    | Shepherd’s Bush – Goldhawk Road – Chiswick – Kew Bridge – Brentford – Busch Corner – Twickenham – Fulwell – Hampton – Hampton Court Palace                | ab 1921 nur noch samstags/sonntags, ab 1922 nur noch an Feiertagen |
| 67    | Hammersmith Broadway – Chiswick – Kew Bridge – Brentford – Busch Corner – Twickenham – Fulwell – Hampton – Hampton Court Palace                           | ab Ende 1922 über Hampton Court bis Kingston, Eden Street, ab 1923 wieder nur bis Hampton Court |
| 69    | Richmond Bridge – Twickenham – Fulwell – Teddington – Hampton Wick – Kingston upon Thames, Clarence Street / Eden Street                                  | von Ende 1922 bis 1923 eingestellt, ab 1. Oktober 1924 ab Twickenham, Richmond Street, ab 16. Mai 1931 ab Teddington, Kino, am 15. Juni 1931 eingestellt |
| 71    | Hampton Court Palace – Hampton Wick – Kingston upon Thames – Norbiton – Malden – Raynes Park – Wimbledon – Merton – Colliers Wood – Tooting, Longley Road | ab 2. Mai 1922 nur bis Wimbledon, ab Ende 1922 von Richmond Bridge über Teddington, ab 1923 wieder ab Hampton Court, ab 2. September 1931 nur noch im Berufsverkehr und samstags nachmittags, Mitte September 1931 eingestellt                                                                                                |
| 73    | Kingston Hill, George Road – Norbiton – Kingston upon Thames – Surbiton – Long Ditton, Winters Bridge                                                     | ab 15. Juni 1931 ab Eden Street, ab 15. Juli 1931 ab Surbiton, am 29. Juli 1931 eingestellt |
| 75    | Ham, Boundary – Richmond Road / King’s Road | ab etwa 1920 nur noch im Berufsverkehr, spätestens am 15. Juni 1931 eingestellt |
| 77    | Richmond Park Gates – Richmond Road / King’s Road – Kingston upon Thames – Surbiton – Tolworth, Red Lion                                                  | ab 15. Juni 1931 ab Surbiton, am 15. Juli 1931 eingestellt |
| 81    | Merton, Haydons Road – Summerstown, Wimbledon Road | am 16. April 1931 durch eine Verlängerung der LCC-Linie 14 ersetzt |
| 83    | Shepherd’s Bush – Acton – Ealing – Hanwell, Boston Road / Uxbridge Road                                                                                   | 1924 eingestellt und durch Linie 7B (Shepherd’s Bush – Hayes) ersetzt, die nur samstags fuhr, ab Sommer 1925 Linie 7B durch tägliche Linie 7C (Shepherd’s Bush – Hanwell) ersetzt, ab 1930 Fahrten als Linie 7 bezeichnet |
| 85A   | Hammersmith Broadway – Chiswick – Kew Bridge | 1921 in Linie 85 umbenannt, vom 2. Mai 1922 bis Ende 1923 eingestellt, dann nur wochentags von Hammersmith nach Brentford, Ealing Road, Ende 1925 eingestellt |
| 87    | Shepherd’s Bush – Acton – Ealing – Hanwell – Southall, South Road                                                                                         | ab 1924 als Linie 7A bezeichnet, ab 1930 Fahrten als Linie 7 bezeichnet |

Mit der Übergabe der LUT an das London Passenger Transport Board (LPTB) verkehrten auf dem LUT-Netz folgende Linien:
| Linie                 | Strecke | Wagenfolge                                                                     | Entwicklung nach 1933 |
| --------------------- | --- | ------------------------------------------------------------------------------ | --- |
| Straßenbahnlinien     | |                                                                                | |
| 2 / 4                 | London, Victoria Embankment – Stockwell – Clapton – Balham – Tooting – Colliers Wood – Merton – Wimbledon, Rathaus (durch den LCC betrieben)                                                                                                  | alle 4 min                                                                     | am 7. Januar 1951 stillgelegt |
| 7                     | Shepherd’s Bush – Acton – Ealing – Hanwell – Southall – Hayes – Uxbridge | alle 2½–3 min bis Southall, alle 4–5 min bis Hayes, alle 8–10 min bis Uxbridge | am 15. November 1936 auf Trolleybus (Linie 607) umgestellt, dieser am 10. November 1960 stillgelegt                                                                        |
| 14                    | (Borough, Hop Exchange – Blackfriars Bridge – Victoria Embankment – Westminster Bridge – Vauxhall – Battersea – (nur montags–samstags)) Wandsworth – Summerstown – Merton – Wimbledon, Rathaus (durch den LCC betrieben)                      | alle 12 min                                                                    | am 16. Mai 1934 zwischen Summerstown und Merton stillgelegt |
| 26                    | Borough, Hop Exchange – Blackfriars Bridge – Victoria Embankment – Westminster Bridge – Vauxhall – Clapton Junction – Wandsworth – Putney Bridge – Fulham – Hammersmith Broadway – Chiswick – Kew Bridge (durch den LCC betrieben)            | alle 6 min                                                                     | am 27. Oktober 1935 zwischen Hammersmith und Kew Bridge auf Trolleybus (Linie 657) umgestellt, dieser am 9. Mai 1962 stillgelegt                                           |
| 26EX                  | Camberwell Green – Vauxhall – Clapton Junction – Wandsworth – Putney Bridge – Hammersmith Broadway – Chiswick – Kew Bridge (durch den LCC betrieben, nur an Feiertagen)                                                                       | nach Bedarf                                                                    | am 27. Oktober 1935 zwischen Hammersmith und Kew Bridge auf Trolleybus (Linie 657) umgestellt, dieser am 9. Mai 1962 stillgelegt                                           |
| 55                    | Brentford, Half Acre – Hanwell, Boston Road / Uxbridge Road (– Ealing – Acton, Market Place (nur Berufsverkehr)) | alle 8–10 min                                                                  | am 13. Dezember 1936 auf Trolleybus (Linie 655) umgestellt, dieser am 10. November 1960 stillgelegt                                                                        |
| 57                    | Shepherd’s Bush – Goldhawk Road – Chiswick – Kew Bridge – Brentford – Busch Corner – Hounslow, Bell Road | alle 4–10 min                                                                  | am 27. Oktober 1935 auf Trolleybus (Linie 657) umgestellt, dieser am 9. Mai 1962 stillgelegt                                                                               |
| 63                    | Shepherd’s Bush – Goldhawk Road – Chiswick – Kew Bridge (– Brentford – Busch Corner – Islington, Feuerwache (nur Berufsverkehr)) | alle 8–10 min                                                                  | am 27. Oktober 1935 auf Trolleybus (Linie 657) umgestellt, dieser am 9. Mai 1962 stillgelegt                                                                               |
| 65                    | Shepherd’s Bush – Goldhawk Road – Chiswick – Kew Bridge – Brentford – Busch Corner – Twickenham – Fulwell – Hampton – Hampton Court Palace (nur an Feiertagen)                                                                                | alle 10 min                                                                    | am 27. Oktober 1935 auf Trolleybus (Linien 657, 667) umgestellt, dieser am 9. Mai 1962 stillgelegt                                                                         |
| 67                    | Hammersmith Broadway – Chiswick – Kew Bridge – Brentford – Busch Corner – Twickenham – Fulwell – Hampton – Hampton Court Palace | alle 7–10 min                                                                  | am 27. Oktober 1935 auf Trolleybus (Linie 667) umgestellt, dieser am 9. Mai 1962 stillgelegt                                                                               |
| 89                    | (Putney, Fawe Park Road – Putney Bridge – Fulham – (nur montags–samstags)) Hammersmith Broadway – Askew Road – Acton, Market Place (– Ealing – Hanwell – Brentford, Half Acre (nur samstags nachmittags)) (teilweise durch den LCC betrieben) | alle 3 min, nach Putney alle 10 min                                            | am 5. April 1936 auf Trolleybus (Linie 660) umgestellt, dieser am 4. Januar 1962 stillgelegt                                                                               |
| Oberleitungsbuslinien | |                                                                                | |
| 1                     | Twickenham, Station – Fulwell – Teddington – Hampton Wick – Kingston upon Thames – Surbiton – Tolworth, Red Lion | Mo–Sa alle 5 min, So alle 8 min                                                | am 20. September 1933 bis Tolworth, Warren Drive verlängert, am 27. Oktober 1935 in Linie 601 umgezeichnet, am 9. Mai 1962 stillgelegt                                     |
| 1A                    | Surbiton, Station – Tolworth, Red Lion (nur Berufsverkehr) | nach Bedarf                                                                    | am 20. September 1933 bis Tolworth, Warren Drive verlängert, am 27. Oktober 1935 in Linie 601 umgezeichnet, am 9. Mai 1962 stillgelegt                                     |
| 2                     | Tolworth, Red Lion – Surbiton – Kingston upon Thames – King’s Road – King’s Road / Park Road (Wagendurchlauf auf Linie 3) | Mo–Sa alle 8 min, So alle 12 min                                               | ab 20. September 1933 ab The Dittons, Winters Bridge und entgegen dem Uhrzeigersinn um den Ring, am 27. Oktober 1935 in Linie 602 umgezeichnet, am 9. Mai 1962 stillgelegt |
| 3                     | The Dittons, Winters Bridge – Surbiton – Kingston upon Thames – Norbiton – Kingston Hill – King’s Road / Park Road (Wagendurchlauf auf Linie 2)                                                                                               | Mo–Sa alle 8 min, So alle 12 min                                               | ab 20. September 1933 ab Tolworth, Warren Drive und im Uhrzeigersinn um den Ring, am 27. Oktober 1935 in Linie 603 umgezeichnet, am 9. Mai 1962 stillgelegt                |
| 4                     | Hampton Court Palace – Hampton Wick – Kingston upon Thames – Norbiton – Malden – Raynes Park – Wimbledon, Rathaus | Mo–Sa alle 5 min, So alle 7 min                                                | am 27. Oktober 1935 in Linie 604 umgezeichnet, am 9. Mai 1962 stillgelegt                                                                                                  |
| 4                     | Teddington, Kino – Hampton Wick – Kingston upon Thames – Norbiton – Malden, Brunnen (nur Berufsverkehr) | nach Bedarf                                                                    | ab 20. September 1933 als Linie 5 bezeichnet, am 27. Oktober 1935 in Linie 605 umgezeichnet, nach Wimbledon verlängert, am 9. Mai 1962 stillgelegt                         |

## Fahrzeuge

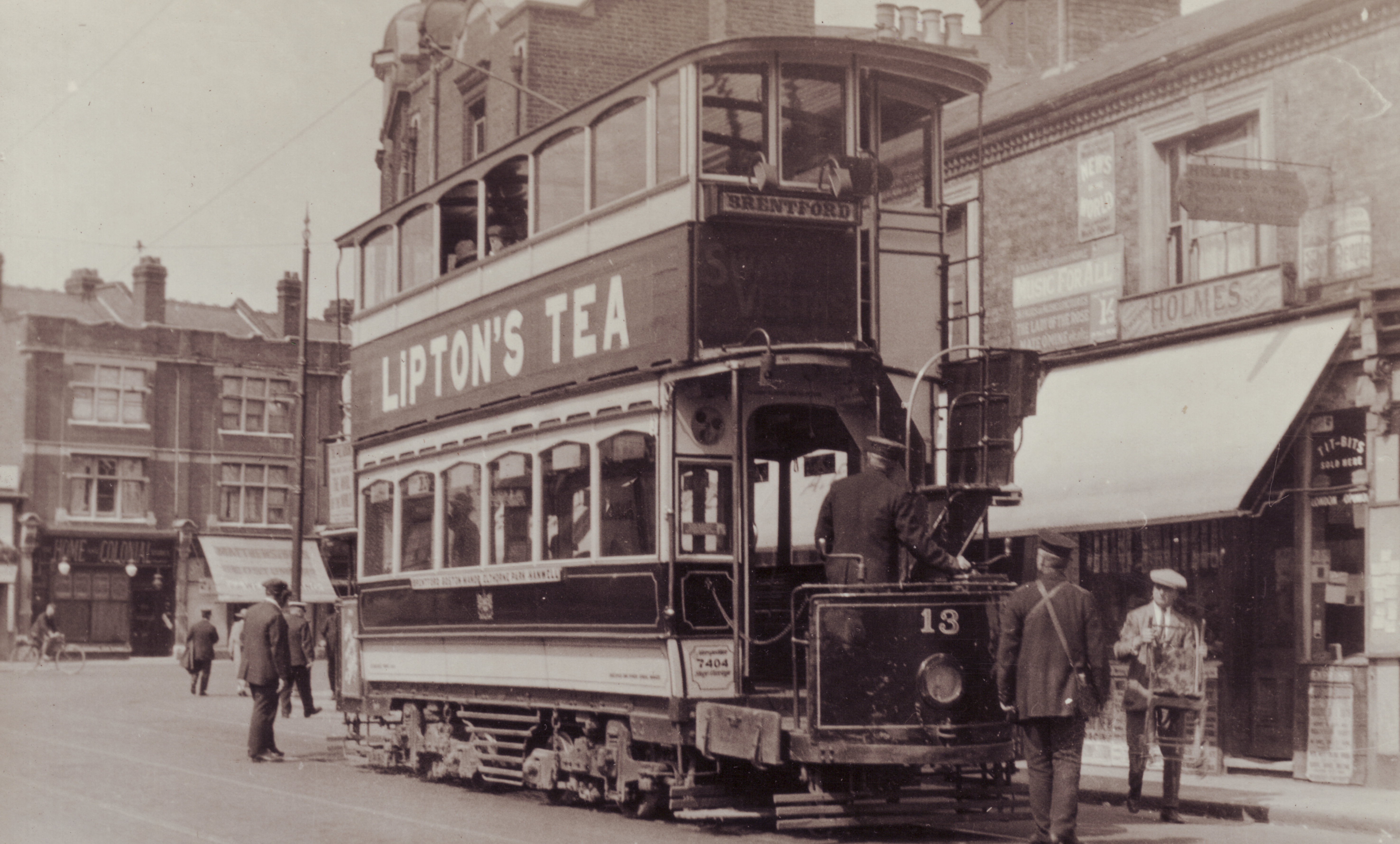
Triebwagen 13 (Y-Serie) um 1911 in Hanwell in der Boston Road

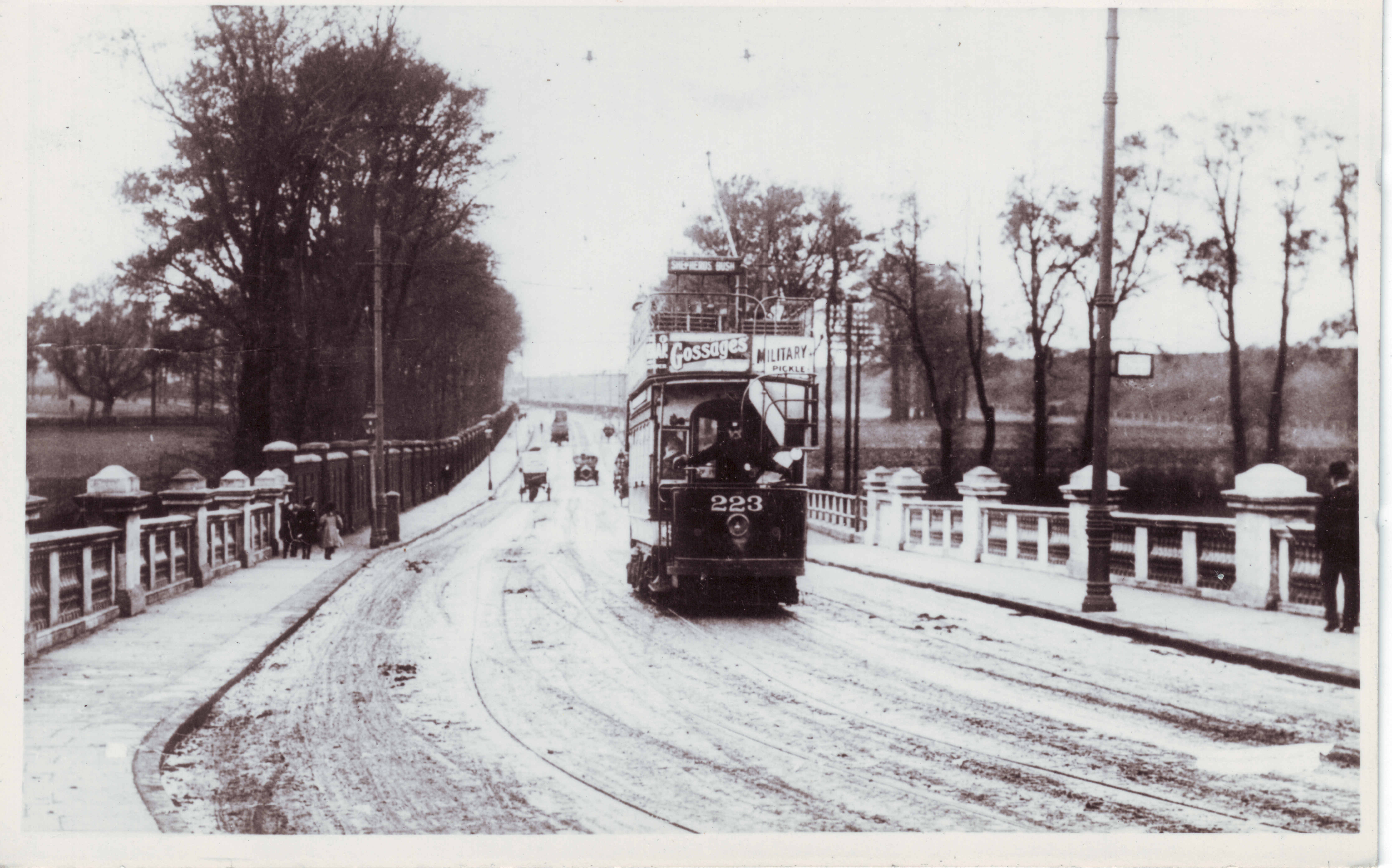
Triebwagen 223 (W-Serie) um 1911 auf der Brent Bridge in Hanwell, Blickrichtung Westen

Der Southall, Ealing and Shepherd’s Bush Tram-Railway standen anfangs zwei Pferdebahnwagen zur Verfügung, zu denen 1878 noch zwei weitere kamen. Die West Metropolitan Tramways Company erwarb ab 1882 weitere Fahrzeuge, sodass bei Übergabe an die LUT 33 ein- und zweispännige Pferdebahnwagen vorhanden waren sowie Bestellungen für 16 weitere Zweispänner vorlagen. 251 Pferde standen als Zugmittel zur Verfügung. Einige der ältesten Pferdebahnwagen waren bereits vor der Elektrifizierung abgebrochen worden. Zum Zeitpunkt der Elektrifizierung besaß die LUT 59 Pferdebahnwagen und 482 Pferde. Die Pferdebahn Kew Bridge – Richmond wurde bis zur Einstellung 1912 mit sechs Wagen bedient, es standen jedoch noch drei Ersatzfahrzeuge zur Verfügung. 61 Pferde wurden zuletzt für die Linie bereitgehalten. Die Pferdebahnwagen waren je nach der Linie, auf der sie eingesetzt wurden, hellbraun (Hammersmith), dunkelbraun (Acton) oder gelb (Goldhawk Road und Richmond) gestrichen.
Für die Aufnahme des elektrischen Betriebs 1901 bestellte die LUT bei Hurst, Nelson and Company Ltd. in Motherwell 100 doppelstöckige elektrische Triebwagen, die von 1 bis 100 durchnummeriert wurden. Sie waren orangerot und weiß gestrichen und kamen auf der Linie nach Hounslow und Kew Bridge zum Einsatz. Ebenfalls 1901 wurden 50 weitere fast baugleiche Triebwagen (Nr. 101–150) von G.F. Milnes and Company in Birkenhead ausgeliefert, die jedoch komplett in weiß gestrichen waren und auf der Linie in Richtung Acton und Southall eingesetzt wurden. 1905 wurden sie gelb gestrichen, da sich die weiße Farbe als zu wartungsintensiv herausgestellt hatte.
Für die Strecken nach Hampton Court und Richmond Bridge wurden 1902 weitere 150 Triebwagen gekauft, die blau gestrichen waren und die Wagennummern 151 bis 300 erhielten. Wagen 151–211 und 237–300 wurden von Milnes gebaut, die übrigen von der British Electric Car Company. Alle bis dahin gelieferten Triebwagen hatten ein offenes Oberdeck und waren neben der Farbgebung nur durch Details zu unterscheiden. 1906 wurden die ersten Triebwagen mit geschlossenem Oberdeck ausgeliefert. Die 40 Triebwagen erhielten die Nummern 301–340 und waren komplett orangerot gestrichen. Sie kamen zunächst auf dem Netz von Kingston upon Thames zum Einsatz, wurden jedoch später für die Strecke nach Uxbridge verwendet und in Kingston fuhren dann gelbe Wagen.
1911 wurden 52 Fahrzeuge der ersten und 50 der dritten Lieferserie mit einem geschlossenen Oberdeck ausgestattet, wobei die Seitenfenster jedoch nicht verglast wurden. Ab 1912 wurden Baureihenbezeichnungen verwendet. Die 48 Wagen der Ursprungsserie mit offenem Oberdeck erhielten die Reihenbezeichnung Z, die übrigen Wagen dieser Serie die Bezeichnung Y. Die zweite (gelbe) Reihe erhielt den Buchstaben X. Die 100 blauen Wagen mit offenem Oberdeck wurden zur Reihe W, die 50 mit geschlossenem Oberdeck zur Reihe U. Die 40 Wagen von 1906 erhielten den Buchstaben T.
Ab etwa 1920 wurden immer mehr Fahrzeuge der LUT auf das orangerot der Serie T umgestrichen, da die Underground Group, die 1915 die Bahngesellschaft übernommen hatte, diese Farbe als Standard festgelegt hatte. Dennoch waren bis in die 1930er Jahre noch blaue LUT-Wagen im Einsatz. 1922 erwarb die LUT einen gebrauchten Wagen von den Metropolitan Electric Tramways (ex Nr. 132), der die Wagennummer 341 und die Typbezeichnung S, später S/1, erhielt. Drei ähnliche Wagen kamen 1924 hinzu, sie erhielten die Typbezeichnung S/2 und die Nummern 342 bis 344. Die vier S-Wagen waren Eindecker, die für den schaffnerlosen Betrieb auf Linie 55 vorgesehen waren. 1928 wurde in Chiswick ein Doppelstockwagen mit geschlossenem Oberdeck (Nr. 350) angefertigt, der „Poppy“ genannt wurde. Das Fahrzeug bewährte sich nicht und ging daher nicht in Serie. 1930 wurden stattdessen 46 Feltham-Wagen bei der Union Construction and Finance Company bestellt, die bis August 1931 ausgeliefert wurden. Sie erhielten die Nummern 351 bis 396, aber wie Poppy keinen Typbuchstaben.
Durch Umbauten wechselten einige Fahrzeuge im Laufe der Zeit ihre Typbezeichnung, sodass Mischtypen XU, WT und U/2 entstanden. Viele der älteren Fahrzeuge wurden in den 1920er Jahren an andere Betriebe verkauft. Bei Übergabe an das LCC erhielten die Wagen in der Regel um 2000 erhöhte Wagennummern. Die Feltham-Wagen waren größtenteils bis 1951 in London im Einsatz und kamen nach Stilllegung der Straßenbahn nach Leeds, wo sie noch bis 1959 verwendet wurden.
Die Oberleitungsbusse der LUT wurden von Union Construction 1931 ausgeliefert. Sie trugen die Nummern 1–60 und die Typbezeichnung A/1 (1–35) bzw. A/2 (36–60). 1933 wurde in Chiswick noch Wagen 61 gebaut, der die Typbezeichnung X/1 erhielt und im Gegensatz zu den A-Wagen einen Mitteleinstieg aufwies. In die A-Wagen stiegen die Fahrgäste auf die hinten befindliche Plattform. Wagen 1 steht heute im Museum of British Transport in Clapham.

## Betriebshöfe
Shepherd’s Bush
Der erste Betriebshof im LUT-Netz befand sich an der Uxbridge Road. Er wurde 1882 geschlossen und durch ein neues Depot, ebenfalls in Shepherd’s Bush, an der Goldhawk Road zwischen Wells Road und Shepherd’s Bush Road ersetzt. Dieses beherbergte sieben Wagen und 61 Pferde. Es wurde im März 1896 durch das neu gebaute Depot in Acton Hill ersetzt und in der Folge abgerissen.
Chiswick
Mit Eröffnung der Strecke zur Kew Bridge wurde 1882 in Chiswick zwischen der Merton Avenue und der Ennismore Avenue ein neuer dreigleisiger Betriebshof für 20 Pferdebahnwagen und bis zu 170 Pferde eröffnet. Die Anlage wurde mit der Elektrifizierung 1901 auf fünf Gleise erweitert. Gleichzeitig wurde eine sechsgleisige Werkstatthalle gebaut.
Am 2. Mai 1922 wurde die gesamte Anlage an den LCC übergeben. Der Betriebshof überstand die Stilllegung der Straßenbahn und wird noch heute als Busbetriebshof genutzt.
Richmond
Die isolierte Pferdebahnstrecke Kew Bridge – Richmond besaß in Richmond an der Kew Road ein eigenes kleines Depot, das bei Übergabe an die LUT sechs Wagen und 30 Pferde beherbergte. Es wurde mit der Strecke 1883 eröffnet und 1912 stillgelegt. Das Gebäude südlich der Shaftesbury Road steht noch heute und gehört zu einer Schule. Die an der Straßenfront angebrachte Uhr gehörte schon zur Originalausstattung des Depots.
Acton
Das letzte Pferdebahndepot der LUT wurde im März 1896 an der Uxbridge Road / Gunnersbury Lane eröffnet und 1901 elektrifiziert. Es verfügte über sieben Hallengleise.
Hounslow
Das zehngleisige Depot ging 1901 mit der Elektrifizierung der Hounslow-Strecke in Betrieb. Es befand sich eigentlich nicht in Hounslow, sondern in Isleworth, in der Nähe des Bahnhofs, und diente nach der Stilllegung der Straßenbahn auch den Trolleybussen als Betriebshof IH (Isleworth).
Hanwell
Das zehngleisige Depot an der Uxbridge Road östlich der Kreuzung Boston Road ging 1901 in Betrieb. Heute befindet sich ein Supermarkt auf dem Gelände.
Fulwell
Das Depot an der Wellington Road nördlich des Bahnhofs Fulwell wurde im November 1902 eröffnet und dient noch heute als Busbetriebshof. Ab 1922 beherbergte es die Hauptwerkstatt der LUT.
Hillingdon
Mit Eröffnung der Strecke nach Uxbridge nahm die LUT 1904 das letzte Depot in Betrieb. Es befand sich im Ortsteil Hayes End. Die Gebäude wurden nach der Stilllegung der Bahn einer anderen Nutzung zugeführt.